# Гаммелс-Ворф (Пенсільванія)
Гаммелс-Ворф (англ. Hummels Wharf) — переписна місцевість (CDP) в США, в окрузі Снайдер штату Пенсільванія. Населення — 1334 особи (2020).

## Географія
Гаммелс-Ворф розташований за координатами 40°49′52″ пн. ш. 76°50′32″ зх. д. / 40.83111° пн. ш. 76.84222° зх. д. (40.831200, -76.842200).  За даними Бюро перепису населення США в 2010 році переписна місцевість мала площу 2,07 км², з яких 2,04 км² — суходіл та 0,02 км² — водойми.

## Демографія
Згідно з переписом 2010 року, у переписній місцевості мешкали 1353 особи в 604 домогосподарствах у складі 390 родин. Густота населення становила 655 осіб/км².  Було 657 помешкань (318/км²).
Расовий склад населення:
| - 96,1 % — білих - 1,3 % — чорних або афроамериканців - 1,1 % — азіатів - 0,1 % — вихідців з тихоокеанських островів - 0,1 % — корінних американців |

До двох чи більше рас належало 0,7 %. Частка іспаномовних становила 2,7 % від усіх жителів.
За віковим діапазоном населення розподілялося таким чином: 19,2 % — особи молодші 18 років, 61,8 % — особи у віці 18—64 років, 19,0 % — особи у віці 65 років та старші. Медіана віку мешканця становила 44,2 року. На 100 осіб жіночої статі у переписній місцевості припадало 93,6 чоловіків;  на 100 жінок у віці від 18 років та старших — 87,8 чоловіків також старших 18 років.
Середній дохід на одне домашнє господарство  становив 64 426 доларів США (медіана — 54 500), а середній дохід на одну сім'ю — 79 134 долари (медіана — 59 957). Медіана доходів становила 40 606 доларів для чоловіків та 31 529 доларів для жінок. За межею бідності перебувало 6,2 % осіб, у тому числі 9,6 % дітей у віці до 18 років та 7,2 % осіб у віці 65 років та старших.
Цивільне працевлаштоване населення становило 896 осіб. Основні галузі зайнятості: роздрібна торгівля — 25,3 %, освіта, охорона здоров'я та соціальна допомога — 15,5 %, виробництво — 14,0 %.